# Megaloctena punctilinea
Megaloctena punctilinea là một loài bướm đêm trong họ Noctuidae.